# Norman (Arkansas)
Lafe – miasto w Stanach Zjednoczonych, w stanie Arkansas, w hrabstwie Montgomery.